# Ady Endre Társaság (Arad)
Ady Endre Társaság Aradon (1922–1926) A nagyváradi Ady-mozgalom hatására Aradon már 1922 októberében kezdeményezték egy Ady Endre Társaság létrehozását, de az alakuló gyűlést csak 1926 februárjában tarthatták meg, amikor az egybegyűlt huszonöt író elfogadta a Franyó Zoltán előterjesztette programot és megválasztotta a Társaság vezetőségét, melyben a kolozsváriakat Kuncz Aladár, a nagyváradiakat Tabéry Géza képviselte. Noha a tervezet a román sajtóban is kedvező visszhangra talált, a társaság még azon év júliusában feloszlott. A volt aradi tagok 1928-ban létrehozták az Ady Endre Emlékbizottságot, amely 1929. január 21-én kelt felhívásában országos gyűjtés gondolatát vetette fel egy felállítandó Ady-szobor érdekében.